# Cách mạng Đức (1848–1849)

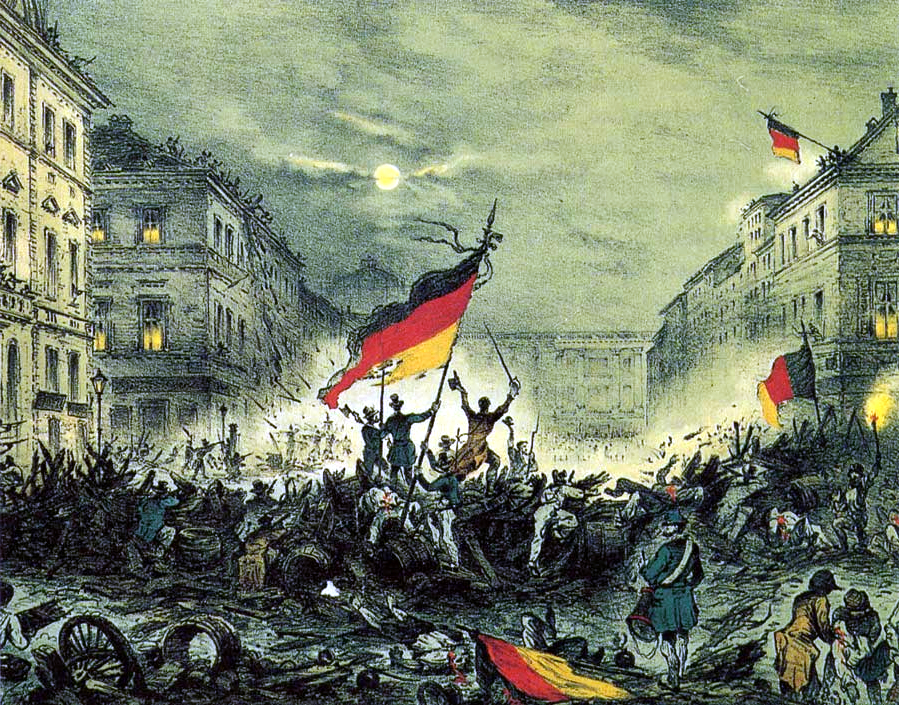
Nguyên bản của Quốc kì Đức: Cổ vũ cho cuộc cách mạng ở Berlin, ngày 19 tháng 3, 1848

Cách mạng 1848 – 1849 tại các bang nói tiếng Đức, giai đoạn mở đầu còn được gọi là Cách mạng tháng Ba (tiếng Đức: Märzrevolution), vào lúc đầu là một phần của trào lưu Cách mạng 1848 nổ ra ở nhiều nước châu Âu đại lục. Đó là một loạt các cuộc biểu tình liên kết lỏng lẻo và các cuộc nổi loạn ở các bang của Liên minh Đức, bao gồm cả đế quốc Áo. Cuộc cách mạng, nhấn mạnh vào chủ nghĩa Liên Đức, bày tỏ sự bất mãn của quần chúng đối với cơ cấu chính trị truyền thống, phần lớn đều là chuyên chế của 39 bang độc lập trong một Liên minh được thiết lập trên lãnh thổ cũ của Thánh chế La Mã. Chúng đã minh chứng cho khát khao của quần chúng về cuộc vận động Liên minh quan thuế Đức (Zollverein). Các vùng và các nước ngoài lãnh thổ Liên minh nằm dưới sự cai trị của các nước hùng mạnh nhất Áo và Phổ như Hungary, miền bắc nước Ý hay vùng Ba Lan (Posen) cũng bị ảnh hưởng bởi các cuộc nổi dậy này.
Tầng lớp trung lưu đấu tranh cho một Hiến pháp Tự do, trong khi giai cấp công nhân tìm cách cải cách triệt để điều kiện sống và làm việc của họ. Khi tầng lớp trung lưu và giai cấp công nhân của cuộc cách mạng bị chia rẽ, tầng lớp quý tộc Bảo thủ đã đánh bại được họ. Những người chủ trương Tự do bị buộc phải lưu vong để tránh bị đàn áp chính trị. Nhiều người chạy sang Hoa Kỳ, và ẩn lánh từ Wisconsin cho đến Texas. Họ được gọi ở đó và Úc là Forty-Eighters.

## Những sự kiện dẫn đến cách mạng
Nền tảng của cuộc nổi dậy năm 1848 ở Đức có từ nhiều năm trước đó. Đại hội Hambach năm 1832, là một ví dụ, phản ánh tình trạng bất ổn ngày càng gia tăng đối với tình hình sưu cao thuế nặng và sự kiểm duyệt chính trị. Đại hội Hambach có sự kiện đáng chú ý là phái Cộng hòa chấp nhận cờ màu đen-đỏ-vàng (được dùng làm Quốc kỳ Đức hiện nay) là một biểu tượng của cho phong trào Cộng hòa và sự đoàn kết giữa những người nói tiếng Đức.
Những hoạt động đòi cải cách tự do lan khắp nhiều thành bang trong Liên minh Đức, mỗi nơi có một cuộc cách mạng riêng. Những cuộc cách mạng này cũng lấy cảm hứng từ các cuộc biểu tình đường phố của công nhân và thợ thủ công Paris, Pháp, từ 22 đến 24 tháng 2, 1848, dẫn đến hệ quả là vua Louis-Philippe I của Pháp phải thoái vị và bị lưu vong sang Vương quốc Anh. Ở Pháp cuộc cách mạng năm 1848 được gọi là Cách mạng tháng hai.
Các cuộc cách mạng lan tràn khắp châu Âu; chúng bùng nổ tại Áo và Đức, mở đầu bằng một cuộc biểu tình lớn vào ngày 13 tháng 3 năm 1848 tại Vienna. Nó dẫn tới sự từ chức của Hoàng thân Metternich, Tể tướng kiêm Bộ trưởng Ngoại giao của Áo hoàng Ferdinand I, và ông ta phải chạy sang Anh sống lưu vong. Theo ngày nổ ra cách mạng ở Vienna, các cuộc nổi dậy ở Đức thường được gọi là Cách mạng tháng Ba (tiếng Đức: Märzrevolution).
Hoảng sợ vì số phận của vua Louis-Philippe I của Pháp, một vài quân vương ở Đức chấp thuận một số yêu cầu của các nhà cách mạng, ít nhất là tạm thời. Ở miền tây và nam, những cuộc hội họp và biểu tình quy mô lớn đã diễn ra. Họ đòi tự do báo chí, tự do ngôn luận, hiến pháp thành văn, lập lực lượng vũ trang nhân dân, và một Quốc hội.

## Áo
Năm 1848, Áo là nước chiếm thượng phong trong số các thành bang của Đức. Đây được coi là nước kế thừa Thánh chế La Mã, vốn bị Napoleon giải thể năm 1806, và không được khôi phục tại Hội nghị Vienna năm 1815. Tể tướng Áo Metternich lãnh đạo chính phủ Áo từ 1815 đến 1848.

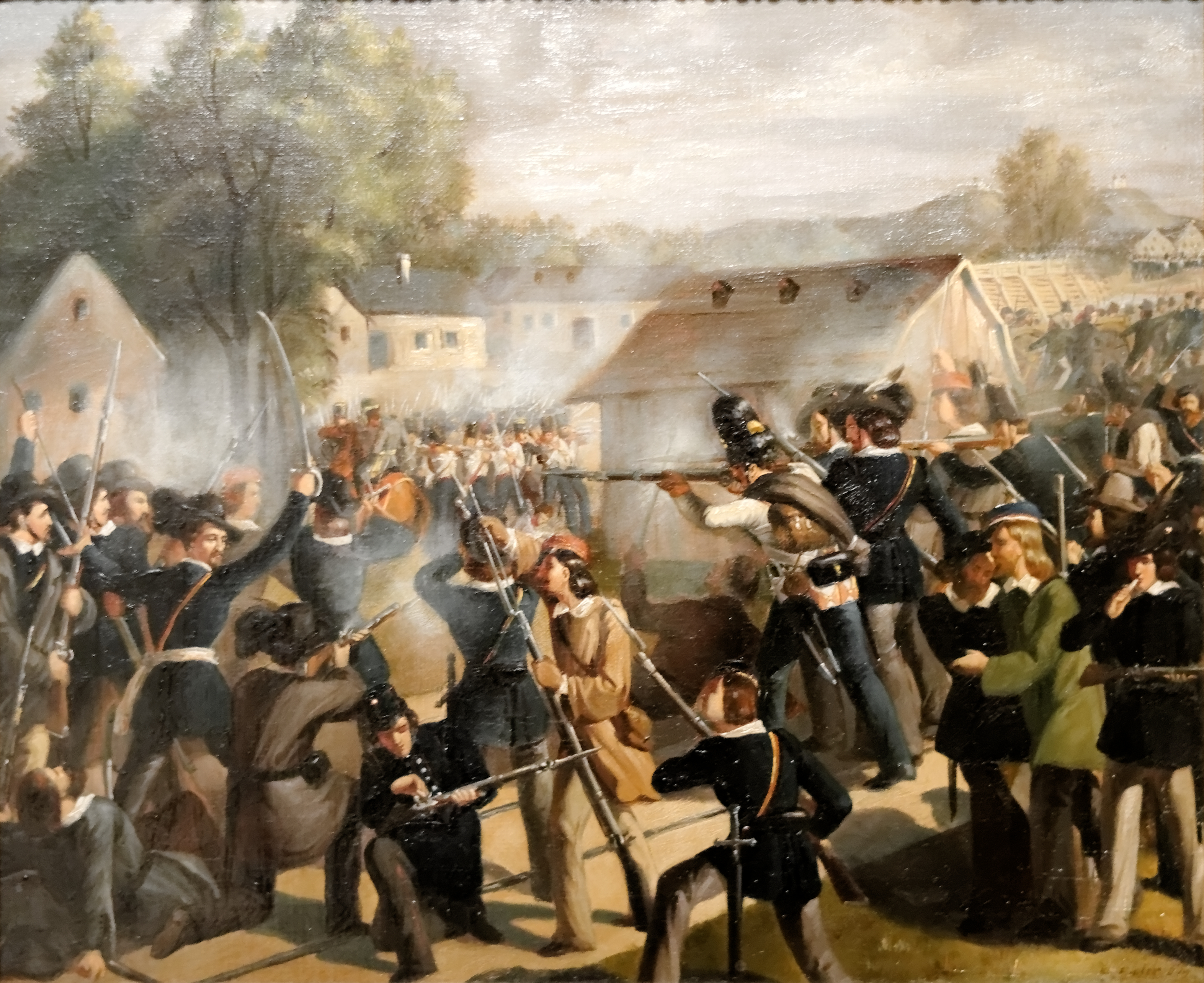
Cuộc nổi dậy Vienna, tháng 10 năm 1848

Ngày 13 tháng 3 năm 1848, các sinh viên đại học cùng nhau đổ ra đường phố Vienna, và phong trào lan rộng ra khắp các thành bang thuộc Đức. Sau một vài cuộc biểu tình quan trọng, nhưng còn tương đối nhỏ, nhằm chống lại Lola Montez ở Bayern ngày 9 tháng 2 năm 1848 (xem bên dưới), cuộc nổi dậy quy mô đầu tiên năm 1848 trên lãnh thổ Đức diễn ra ở Vienna ngày 13 tháng 3 năm 1848. Những sinh viên biểu tình ở Vienna vốn bất bình với chế độ và được khuyến khích bởi bài giảng của Anton Füster, một linh mục tự do, vào ngày Chủ nhật 12 tháng 3, 1848 trong nhà nguyện đại học của họ. Các sinh viên này đòi ban hành hiến pháp và một quốc hội lập hiến được bầu lên thông qua phiếu của các công dân nam.
Áo hoàng Ferdinand và Metternich chỉ đạo quân đội phải đè bẹp các cuộc biểu tình. Khi người biểu tình di chuyển đến những góc phố gần cung điện, binh sĩ đã xả súng vào các sinh viên, giết nhiều người. Các tầng lớp khác tại Vienna đã hưởng ứng các sinh viên, phát triển thành một cuộc khởi nghĩa vũ trang. Các thành viên Nghị viện Áo đòi Metternich từ chức. Vì không có lực lượng nào triệu tập kịp để bảo vệ Metternich, Ferdinand miễn cưỡng sa thải ông ta. Vị tể tướng sang sống lưu vong ở London.
Ferdinand đã bổ nhiệm các bộ trưởng mới, trên danh nghĩa tự do. Chính phủ Áo soạn thảo một Hiến pháp vào cuối tháng 4 năm 1848. Người dân phản đối nó, vì đại bộ phận họ không được trao quyền bỏ phiếu. Người dân Vienna lại đổ ra đường từ 26 đến 27 tháng 5, 1848, lập các chiến lũy và đặt chướng ngại vật trên đường, chuẩn bị chiến đấu với quân đội. Áo hoàng và gia đình ông ta phải lánh sang Innsbruck, nơi họ sống sau đó mấy tháng dưới sự bảo vệ của những người trung thành đến từ Tyrol. Ferdinand ban ra hai bản tuyên bố vào ngày 16 tháng 5 và 3 tháng 6, 1848, với những điều khoản nhượng bộ. Ông chuyển đổi Nghị viện Đế quốc thành Quốc hội lập hiến được bầu ra bởi người dân. Những nhượng bộ khác là quá ít, và đại để đề cập đến chuyện giải quyết chuyện cải tổ và thống nhất nước Đức.
Ferdinand trở lại Vienna từ Innsbruck ngày 12 tháng 8 năm 1848. Không lâu sau khi ông trở về, người dân lao động lại đổ ra đường ngày 21 tháng 8 năm 1848 nhằm tỏ sự bất mãn với tình trạng thất nghiệp và việc chính phủ giảm tiền lương. Ngày 23 tháng 8 năm 1848, quân đội Áo bắt đầu xả súng vào những người biểu tình không vũ trang và bắn chết nhiều người.
Cuối tháng 9 năm 1848, Hoàng đế Ferdinand, đồng thời là Vua Ferdinand V của Hungary, quyết định điều quân đội Áo và Croatia sang Hungary để đàn áp các cuộc nổi dậy ở đó. Ngày 29 tháng 9 năm 1848 quân Áo bị đánh bại bởi quân cách mạng Hungary. Từ ngày 6 đến ngày 7 tháng 10, 1848, người dân Vienna chống lại hành động đàn áp lực lượng cách mạng Hungary của hoàng đế. Kết quả, Hoàng đế Ferdinand I trốn khỏi Vienna ngày 7 tháng 10 năm 1848, đến cư trú tại thị trấn pháo đài Olomouc thuộc Moravia, ở miền tây đế quốc (bây giờ thuộc Cộng hòa Séc). Ngày 2 tháng 12 năm 1848, Ferdinand thoái vị nhường ngôi cho cháu là Franz Joseph.

## Baden
Bản mẫu:Các trận chiến trong cách mạng Baden
Baden từng có một bản hiến pháp tự do từ năm 1811 cho đến lúc nó bị nhà cầm quyền thu hồi năm 1825. Năm 1830, Leopold, Đại công tước xứ Baden trở thành Đại Công tước của lãnh địa. Thời đại của ông ta đem lại nhiều cải cách tự do trong hiến pháp, hình sự và dân sự. Năm 1832 Baden tham gia Liên minh Hải quan với Phổ. Khi tin tức về chiến thắng của Cách mạng tháng Hai 1848 ở Paris truyền đến, các cuộc nổi dậy nổ ra khắp châu Âu, bao gồm ở Áo và các bang của Đức.
Baden là bang đầu tiên ở Đức lâm vào tình trạng bất ổn, dù cho có những cải cách tự do. Baden là một trong những thành bang tương đối tự do ở Đức. Sau khi thông tin về Cách mạng tháng Hai ở Paris lan đến Baden, xảy ra nhiều trường hợp nông dân đốt cháy các dinh thự của quý tộc địa phương và uy hiếp họ.
Ngày 27 tháng 2 năm 1848, ở Mannheim, một nhóm người Baden thông qua một yêu sách đòi hỏi một dự luật về các quyền. Những yêu sách tương tự được đưa ra ở Württemberg, Hesse-Darmstadt, Nassau, và các thành bang khác. Sự ủng hộ đáng kinh ngạc của mọi người dành cho phong trào này buộc nhà cầm quyền phải nhượng bộ nhiều Märzforderungen (đòi hỏi tháng Ba) và hầu như không có sự kháng cự nào.
Cách mạng tháng Ba ở Vienna là xúc tác cho các cuộc cách mạng trên khắp lãnh thổ Đức quốc. Quần chúng đòi hỏi về một chính phủ do dân bầu và sự thống nhất của nước Đức. Sự hoảng sợ của các vương hầu và nhà lãnh đạo ở nhiều thành bang khiến họ phải chịu thua trước những yêu cầu cải cách. Họ đồng ý một cuộc hội nghị, được triệu tập từ 31 tháng 3 năm 1848 đến 4 tháng 4 năm 1848, tại Nhà thờ St.Paul ở Frankfurt, quyết định soạn thảo một bản hiến pháp mới, được gọi là "Những quyền và yêu cầu cơ bản của người Đức." Đa số các đại biểu tham dự là những người theo chủ nghĩa quân chủ lập hiến.
Baden cử hai nhà dân chủ, Friedrich Karl Franz Hecker và Gustav von Struve, đến hội nghị. Nản lòng vì những cải cách chưa đủ tiến bộ, Hecker và Struve ra đường biểu tình ngày 2 tháng 4 năm 1848. Các cuộc đình công và cách mạng liên tục nổ ra ở Đức thúc đẩy hội nghị phải có hành động, họ thông qua một nghị quyết kêu gọi thành lập Liên minh các Quốc gia Đức.
Ngày 8 tháng 4 năm 1848, một đạo luật bầu cử phổ thông và hệ thống bầu cử gián tiếp (hai gian đoạn) nhận được sự đồng ý từ hội đồng. Một hội đồng dân tộc mới được bầu ra, và ngày 18 tháng 5 năm 1848, 809 đại biểu (585 trong số đó thông qua bầu cử) được triệu tập tại Nhà thờ  St.Paul, Frankfurt trong hội nghị của Hội đồng dân tộc Frankfurt. Karl Mathy, một nhà báo trung hữu, là một trong số những người được bầu làm phó của Quốc hội Frankfurt.
Những cuộc bạo loạn bị phe cộng hòa xúi giục tiếp tục ở Baden. Lo sợ bạo động leo thang, chính phủ Baden bắt đầu gia tăng lực lượng quân đội và tìm sự hỗ trợ từ các nước láng giềng. Chính phủ Baden tìm cách đàn áp cuộc nổi dậy bằng cách bắt giữ Joseph Fickler, một nhà báo, người lãnh đạo phong trào dân chủ ở Baden. Vụ bắt giữ gây ra sự phẫn nộ và các cuộc biểu tình gia tăng. Cuộc nổi dậy toàn diện nổ ra ngày 12 tháng 4 năm 1848. Chính phủ Bayern đàn áp lực lượng nổi dậy mà đứng đầu là Friedrich Hecker với sự hỗ trợ của quân đội Phổ tại Kandern ngày 20 tháng 4 năm 1848, kết thúc cho cái gọi là Cuộc khởi nghĩa Hecker.
Tháng 5 năm 1849, hoạt động cách mạng tái bùng phát ở Baden. Vì nó có quan hệ chặt chẽ bới cuộc nổi dậy ở vùng Pfalz, bây giờ nằm ở miền Nam bang Rheinland-Pfalz, nên sẽ được đề cập ở bên dưới, phần "vùng Pfalz".

## Vùng Pfalz
Khi cách mạng lại bùng phát vào mùa xuân năm 1849, các cuộc nổi dậy bắt đầu ở Elberfeld thuộc Rheinland ngày 6 tháng 5 năm 1849. Tuy nhiên, chúng nhanh chóng lan rộng sang bang Baden, khi một cuộc bạo động nổ ra ở Karlsruhe. Thành phố Baden và vùng Pfalz (lúc đó là một phần của Vương quốc Bayern) được ngăn cách nhau chỉ bởi sông Rhein. Cuộc nổi dậy ở Baden và vùng Pfalz diễn ra phần lớn dọc theo thung lũng sông Rhein thuộc biên giới chung của hai bên, và được coi là những khía cạnh của những phong trào tương tự nhau. Tháng 5 năm 1849, Đại Công tước buộc phải rời khỏi Karlsruhe, Baden và cầu cứu nước Phổ. Chính phủ lâm thời được lập ra ở cả vùng Pfalz và Baden. Tình thế Baden tương đối lý tưởng cho chính phủ lâm thời: công chúng và quân đội đều hỗ trợ tích cực việc thay đổi hiến pháp và cải cách chính phủ. Quân đội ủng hộ mạnh mẽ nhu cầu về một bản Hiến pháp; kho vũ khí quốc gia khá đầy đủ, và ngân quỹ đang dồi dào. Vùng Pfalz thì không được như vậy.
Ở vùng Pfalz, thành phần công dân thuộc giai cấp trung lưu chiếm phần lớn so với nhiều khu vực khác ở Đức, và họ chống lại sự thay đổi mang tính cách cách mạng. Ở vùng Pfalz, quân đội không ủng hộ cách mạng. Khi chính phủ nổi dậy lấy được vùng Pfalz, họ không thể có được một nhà nước toàn diện và một kho bạc đầy đủ. Vũ khí ở vùng Pfalz bị giới hạn chỉ có súng trường cá nhân, súng thể thao... Chính phủ lâm thời vùng Pfalz cử người đến Pháp và Bỉ mua vũ khí, nhưng không thành công. Pháp cấm bán hàng hoặc xuất khẩu vũ khí cho cả Baden và vùng Pfalz.

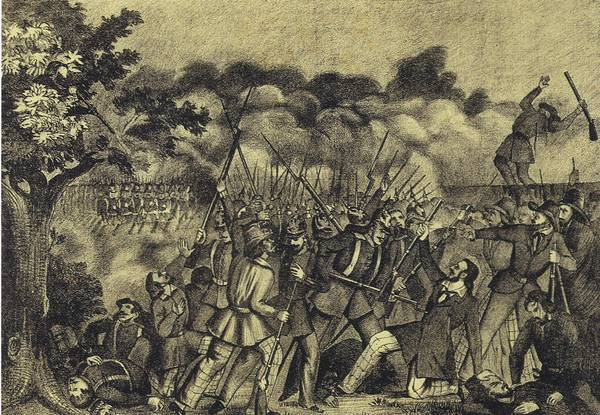
Trận Kirchheimbolanden, 14 tháng 6 năm 1849.

Ban đầu chính phủ lâm thời bổ dụng Joseph Martin Reichard, một luật sư, nhà dân chủ và là thành viên của Liên minh Frankfurt, làm người lãnh đạo quân đội ở Palatinate. Người chỉ huy trưởng thứ nhất của lực lượng quân đội ở vùng Pfalz là Daniel Fenner von Fenneberg, một sĩ quan Áo, cựu chỉ huy quân bảo vệ quốc gia trong thời kì cách mạng 1848 ở Vienna. Ông ta sớm bị thay thế bởi Felix Raquilliet, một người lính Ba Lan từng tham gia nghĩa quân ở Ba Lan từ 1830 - 1831. Cuối cùng Ludwik Mieroslawski được giao nhiệm vụ làm Tổng Chỉ huy tối cao các lực lương vũ trang ở vùng Pfalz, và Franz Sznayde được lệnh làm Tư lệnh quân đội.
Những cán bộ quân sự khác phục vụ cho chính phủ lâm thời tại thành phố Kaiserlautern, là Friedrich Strasser, Alexander Schimmelpfennig, Thuyền trưởng Rudolph von Manteuffel, Albert Clement, Herr Zychlinski, Friedrich von Beust, Eugen Oswald, Amand Goegg, Gustav von Struve, Otto Julius Bernhard von Corvin-Wiersbitzki, Joseph Moll, Johann Gottfried Kinkel, Đức ông Mersy, Karl Emmermann, Franz Sigel, Thiếu tá Nerlinger, Đại tá Kurz, Friedrich Karl Franz Hecker và Hermann von Natzmer. Hermann von Natzmer là cựu sĩ quan trong quân đội Phổ được lãnh trọng trách quản lý kho vũ khí ở Berlin. Từ chối xả súng vào lực lượng nổi dậy đang xông vào kho vũ khí ngày 14 tháng 6 năm 1848, Natzmer trở thành người hùng của lực lượng nổi dậy toàn đất Đức. Ông bị kết án tù 15 năm vì tội trên, nhưng năm 1849 ông vượt ngục và bỏ trốn đến vùng Pfalz gia nhập lực lượng nổi dậy. Gustav Adolph Techow, một cựu sĩ quan Phổ, cũng tham dự vào lực lượng vùng Pfalz. Quản lý pháo binh và lo liệu các việc quân nhu là Trung tá Freidrich Anneke. Ông là một thành viên của Liên minh Cộng sản và một trong những người sáng lập Hiệp hội Công nhân Köln năm 1848, Biên tập viên của Neue Kölnische Zeitung và Đảng viên Dân chủ của hội đồng Quận Rhein.
Phái Dân chủ ở vùng Pfalz và toàn Đức xem cuộc Khởi nghĩa Baden-Pfalz là một phần của các cuộc đấu tranh quy mô lớn trên khắp nước Đức tranh đấu đòi thành lập một Hiến pháp. Franz Sigel, Thiếu úy trong quân đội Baden, một nhà dân chủ và là người ủng hộ chính phủ lâm thời, lên kế hoạch bảo vệ phong trào cải cách ở Karlsruhe và vùng Pfalz. Ông đề nghị dùng quân đội Baden tiến vào thị trấn Hohenzollern và tuyên bố thành lập Cộng hòa Hohenzollern, và tiếp theo đó là Stuttgart. Sau khi kích động Stuttgart và bang xung quanh như Württemberg, đội quân này sẽ tiến sang Nürnberg và thiết lập doanh trại ở bang Franken.

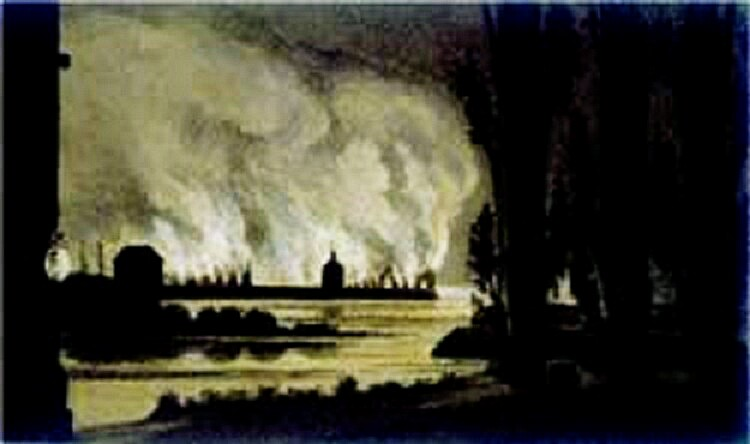
Ngọn lửa Ludwigshafen, 15 tháng 6 năm 1849.

Mặc dù có kế hoạch của Sigel, chính phủ nổi loạn mới thành lập lại không cho tấn công. Các cuộc nổi dậy ở Karlsruhe và bang Baden cuối cùng bị đàn áp bởi quân đội Bayern. Lorenz Peter Brentano, một luật sư và nhà dân chủ đến từ Baden, đứng đầu chính phủ đó, nắm quyền hành tuyệt đối. Ông bổ nhiệm Karl Eichfeld làm Bộ trưởng Chiến tranh. Sau đó, Eichfeld bị thay thế bởi Rudolph Mayerhofer. Florian Mördes được bổ nhiệm làm Bộ trưởng Nội vụ. Vài thành viên khác của chính phủ lâm thời bao gồm Joseph Fickler, một nhà báo, nhà dân chủ đến từ Baden. Lãnh đạo của lực lượng lập hiến ở Baden bao gồm Karl Blind, Gustav von Struve, cũng là nhà báo, nhà dân chủ Baden. John Phillip Becker được giao trách nhiệm cai quản lực lượng dân quân. Ludwik Mieroslawski, người gốc Ba Lan, người từng tham gia vào các hoạt động quân sự trong thời gian nổ ra cuộc nổi dậy 1830 - 1831 ở Ba Lan, được giao phụ trách các hoạt động quân sự của vùng Pfalz bên kia sông Rhein.
Brentano điều khiển những hoạt động hàng ngày trong cuộc nổi dậy ở Baden, và Mieroslawski làm chỉ huy quân sự ở bên kia vùng Pfalz đã không phối hợp tốt với nhau. Ví dụ như, Mieroslawski quyết định bãi bỏ việc thu phí lâu dài trên cầu Mannheim-Ludwigshafen bắt qua sông Rhein. Phí không được thu ở bên vùng Pfalz, nhưng chính phủ Brentano vẫn thu phí ở Baden. Do thiếu sự phối hợp như vậy, Mieroslawski thua trận ở Waghausle và Ubstadt thuộc Baden. Ông và quân đội của ông phải thoái lui về những ngọn núi phía nam Baden, nơi họ chiến đấu trận cuối cùng chống lại quân Phổ ở thị trấn Murg, nằm trên biên giới Baden và Thụy Sĩ. Mieroslawski và những người sống sót khỏi trận chiến trốn thoát qua biên giới đến Thụy Sĩ, rồi sang sống lưu vong ở Paris.
Friedrich Engels tham gia vào cuộc nổi loạn ở Baden và vùng Pfalz. Ngày 10 tháng 5 năm 1848, ông và Karl Marx đi đến Köln, Đức, để theo dõi những động tĩnh trong vùng này. Từ 1 tháng 6 năm 1848, Engels và Marx trở thành biên tập viên của Neue Rheinische Zeitung. Chưa đầy một năm sau, ngày 19 tháng 5 năm 1849, các quan chức Phổ đóng cửa tòa báo vì nó ủng hộ cải cách hiến pháp.
Cuối năm 1848, Marx và Engels có ý gặp Karl Ludwig Johann D'Ester, sau đó phục vụ như một thành viên trong chính phủ lâm thời Baden và vùng Pfalz. Ông ta là một nhà vật lý, nhà dân chủ và mang tư tưởng chủ nghĩa xã hội và là thành viên của Cộng đồng Köln thuộc Liên minh Cộng sản. D'Ester được bầu vào Quốc hội Phổ năm 1848. D'Ester được cử vào Ủy ban Trung ương của Đảng Dân tộc Đức, cùng với Reichenbach và Hexamer, tại Đại hội Dân chủ lần thứ II tổ chức ở Berlin từ 26 tháng 10 đến 30 tháng 10 năm 1848. Bởi vì từng có cam kết với chính phủ lâm thời, D'Ester không thể tham dự một cuộc họp quan trọng ở Paris thay mặt Ủy ban Trung ương Đức. Ông muốn giao phó cho Marx nhiệm vụ tham dự cuộc họp trên danh nghĩa của ông. Marx và Engels được gặp D'Ester tại thị trấn Kaiserslautern. Marx nhậm nhiệm vụ và đi đến Paris.
Engels vẫn ở lại vùng Pfalz, nơi mà năm 1849 ông tham gia với người dân thành phố, chuẩn bị chống lại cuộc tấn công sắp tới của quân đội Phổ vào cuộc nổi dậy. Trên đường đến Elberfeld, Engels gặp hai cảnh cướp đạn được hỗ trợ bởi các công nhân Solingen, Đức, khi những công nhân này đã xông vào kho vũ khí tại Gräfrath, Đức. Quân Phổ đã đến và đè bẹp cuộc nổi dậy vào tháng 8, 1849. Engels và một số người khác trốn khỏi Kaiserslautern. Trong khi ở Kaiserslautern vào 13 tháng 6 năm 1849, Engels gia nhập vào một nhóm khoảng 800 công nhân được lập ra như một quân đoàn bởi August Willich, một cựu sĩ quan Phổ. Ông cũng là thành viên của Liên minh Cộng sản và ủng hộ cuộc cách mạng ở Đức. Đội quân mới lập của Willich kết hợp với các nhóm nổi dậy khác lập ra một đội quân 3 vạn người; họ đã chiến đấu chống lại quân đội Phổ vốn được đào tạo bài bản. Engels đã chiến đấu với quân đoàn của Willich trong suốt chiến dịch của họ tại vùng Pfalz.
Quân Phổ đánh bại quân cách mạng, và những người sống sót trong đoàn quân Willich vượt biên trốn sang Thụy Sĩ. Engels không đến Thụy Sĩ cho đến 25 tháng 7 năm 1849. Ông báo tin rằng mình vẫn sống đến Marx và những người bạn và đồng chí ở London, Anh. Khi sang tị nạn ở Thụy Sĩ, Engels bắt đầu viết về những kinh nghiệm ông rút ra từ cuộc cách mạng. Ông xuất bản tờ báo, "The Campaign for the German Imperial Constitution." Do quân đội Phổ dễ dàng đập nát cuộc nổi dậy, nhiều bang ở Nam Đức tin rằng Phổ, chứ không phải Áo, sẽ là một thế lực mới trong khu vực này. Việc đàn áp thành công cuộc nổi dậy ở Baden và vùng Pfalz kết thúc cuộc cách mạng ở Đức bắt đầu từ mùa xuân năm 1848.

## Phổ
Tháng 3 năm 1848, đám đông tụ tập tại Berlin để trình bày yêu sách của họ lên chính phủ, tức "đơn thỉnh nguyện nhà vua". Vua Friedrich Wilhelm IV, bị bất ngờ, phải nhượng bộ tất cả yêu cầu của họ, bao gồm cả bầu cử Nghị viện, sửa đổi Hiến pháp và tự do ngôn luận. Ông ta hứa rằng "Phổ sẽ ngay lập tức sáp nhập vào Đức."

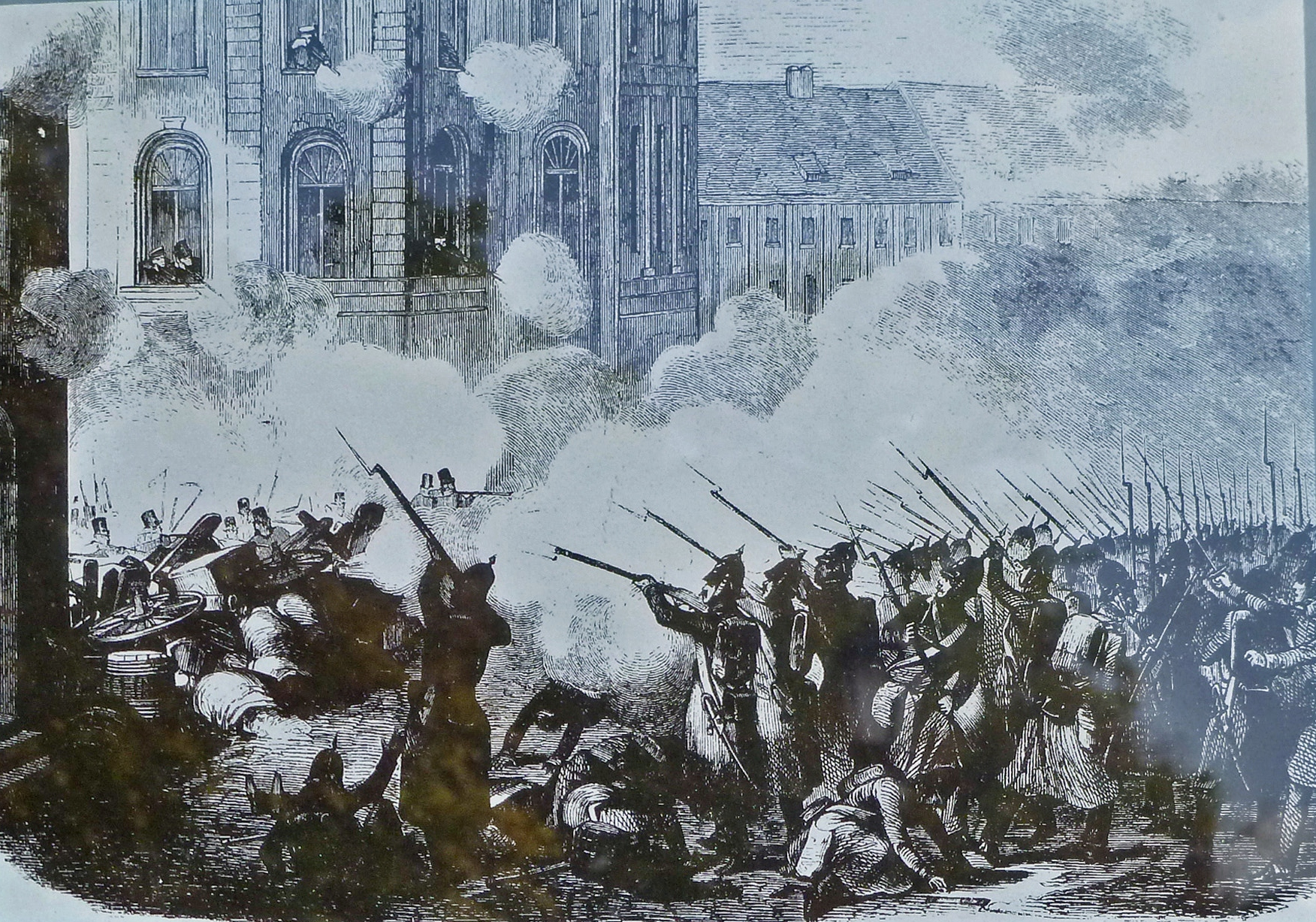
Rào chắn ở Alexander Platz, Berlin

Ngày 13 tháng 3, quân đội đột kích những người trở về từ một cuộc hội họp ở Tiergarten; khiến một người chết và nhiều người bị thương. Ngày 18 tháng 3, một cuộc biểu tình lớn diễn ra; khi hai viên đạn đã bắn ra, người dân lo rằng 20.000 binh sĩ sẽ được triệu tập để chống lại họ. Họ lập rào chắn, cuộc chiến bắt đầu, và trận đánh diễn ra cho đến khi quân đội được lệnh thoái lui 13 giờ sau đó, để lại hàng trăm người chết. Sau việc đó, Friedrich Wilhelm IV cố gắng trấn an mọi người rằng ông sẽ tái tổ chức lại chính phủ. Nhà vua cũng chấp thuận vũ trang nhân dân.
Ngày 21 tháng 3, ông diễu hành qua các đường phố Berlin để tham dự lễ tang chung của những người chết trong cuộc nổi dậy tại nghĩa trang Friedrichshain. Ông và các bộ trưởng và tướng lĩnh mặc trang phục ba màu của phe cách mạng, đen, đỏ và vàng. Sau khi các tù nhân Ba Lan được trả tự do, họ diễu hành khắp thành phố, được người dân chào đón nồng nhiệt. Họ bị bắt giữ vì bị tình nghi tham gia vào kế hoạch nổi loạn tại một vùng lãnh thổ của Ba Lan bị cai trị bởi Phổ. 254 người bị giết trong các cuộc bạo loạn ở Gendarmenmarkt. Khoảng 40,000 người đưa họ đến nơi an táng tại Friedrichshain.

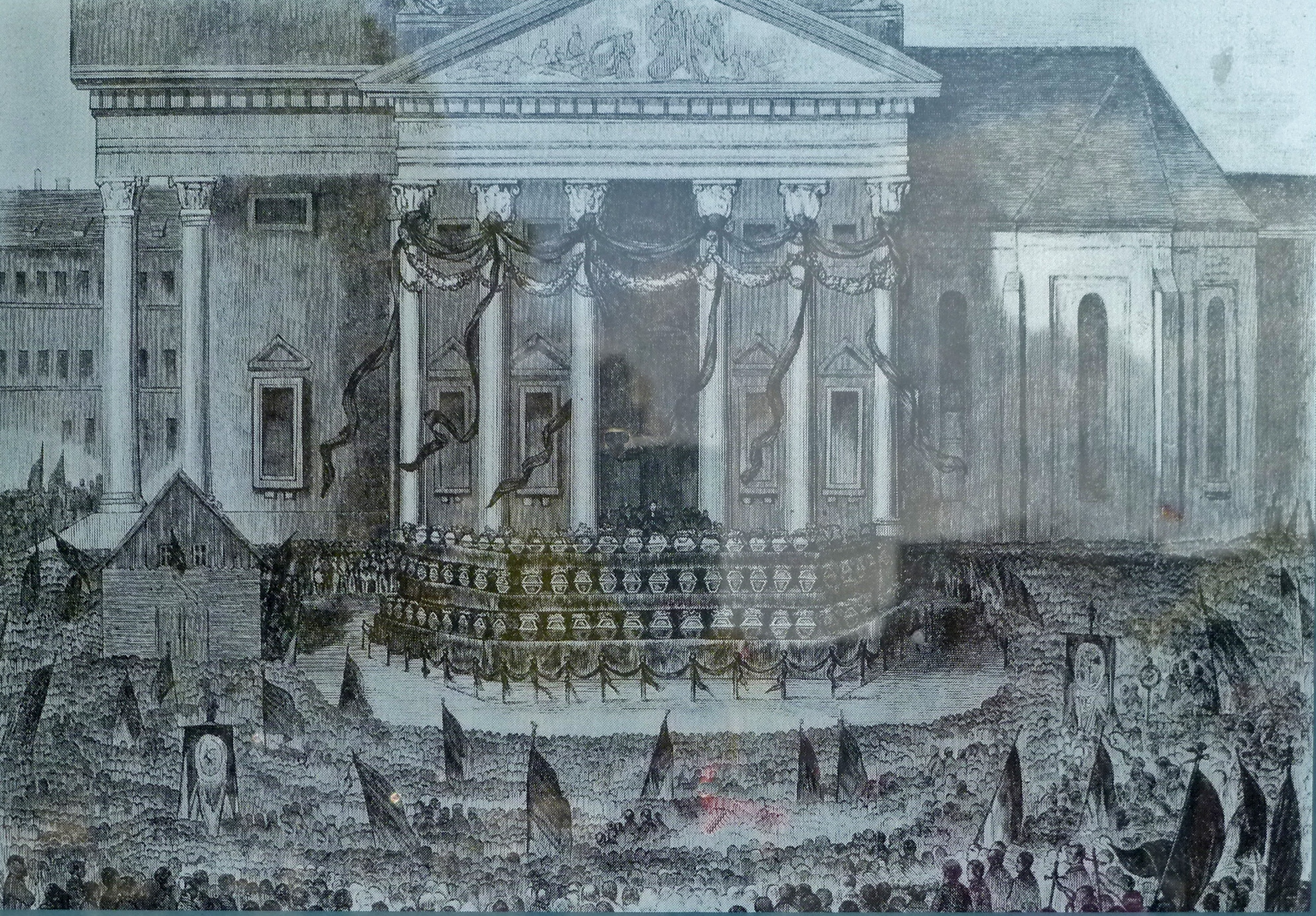
Những người chết đang nằm trên Quảng trường Gendarmenmarkt, Berlin.

Một Quốc hội lập hiến được bầu và họp tại Nhà thờ St.Paul ở Frankfurt ngày 18 tháng 5 năm 1848. Tên gọi chính thức là Quốc hội toàn Đức, được lập ra do bầu cử từ nhiều bang ở Đức vào cuối tháng 4 và đầu tháng 5 năm 1848. Các đại biểu bao gồm: 122 quan chức chính phủ, 95 thẩm phán, 81 luật sự, 103 giáo viên, 17 nhà tư bản, 15 bác sĩ, và 40 chủ đất. Chiếm số đông trong Quốc hội là những người Tự do. Nó được biết đến như Nghị viện của các Giáo sư, vì nhiều thành viên là các học giả cộng thêm những trọng trách khác của họ. Có một thành viên giai cấp công nhân là người Ba Lan và cũng giống như một người khác đến từ Tyrol, không được chú trọng lắm.
Bắt đầu từ 18 tháng 5 năm 1848, Hội nghị Frankfurt làm việc để tìm kiếm giải pháp liên minh các bang của Đức và soạn một bản Hiến pháp. Hội nghị không thể thông qua nghị quyết nào và vướng vào những cuộc tranh luận bất tận.
Ngày 22 tháng 5 năm 1848, một hội đồng bầu cử khác họp lần đầu ở Berlin. Họ được bầu lên dưới đạo luật ngày 8 tháng 4 năm 1848, theo đó chuẩn cho bầu cử phổ thông đầu phiếu và một hệ thống bầu cử hai giai đoạn. Hầu hết các đại biểu được bầu vào Quốc hội Berlin, gọi là Quốc hội Phổ, là người thành thị và quan chức tự do. Họ có nhiệm vụ viết một bản hiến pháp "bởi sự tán thành của Thánh thượng." Vua Friedrich Wilhelm IV của Phổ đã đơn phương áp đặt một hiến pháp mang tính quân chủ và cắt xén các điều khoản dân chủ. Hiến pháp này có hiệu lực vào ngày 5 tháng 12 năm 1848. Ngày 5 tháng 12 năm 1848, Hội nghị Berlin giải tán và bị thay thế bởi một cơ quan lập pháp gồm hai viện theo Hiến pháp quân chủ. Cơ quan lập pháp này gồm một Herrenhaus và một Landtag. Otto von Bismarck được bầu vào Landtag đầu tiên dưới Hiến pháp mới.

## Sachsen
Ở Dresden, thủ đô của Vương quốc Sachsen, người dân đổ ra đường yêu cầu nhà vua Friedrich August II của Sachsen tiến hành cải cách bầu cử, công bằng xã hội và một bản Hiến pháp.
Nhà soạn nhạc nổi tiếng người Đức, Richard Wagner đã tham gia nhiệt tình vào cuộc cách mạng ở Dresden, ủng hộ phong trào dân chủ-cộng hòa. Về sau, trong suốt Cuộc nổi dậy tháng Năm ở Dresden từ ngày 3 đến 9 tháng 5, 1849, ông ủng hộ chính phủ lâm thời. Những người khác tham gia cuộc nổi dậy là nhà cách mạng Nga Mikhail Bakunin và nhà lãnh đạo giai cấp công nhân Đức Stephan Born. Tổng cộng, khoảng 2500 chiến binh tham gia lập các chướng ngại vật suốt Cuộc nổi dậy tháng Năm. Ngày 9 tháng 5 năm 1849, cùng với những nhà lãnh đạo cuộc nổi dậy, Wagner rời Dresden chạy sang Thụy Sĩ để tránh bị bắt. Ông trải qua nhiều năm sống lưu vong ở ngoại quốc, từ Thụy Sĩ, Ý và Paris. Cuối cùng chính phủ dỡ bỏ lệnh cấm đối với ông và ông được trở về Đức.
Kể từ sau sự kiện cách mạng năm 1830, Sachsen theo chế độ quân chủ lập hiến với một cơ quan lập pháp lưỡng viện và một chính phủ chịu trách nhiệm. Bản hiến pháp này tiếp tục được chính phủ Sachsen sử dụng cho đến năm 1918. Cách mạng năm 1848 đem đến những cải cách dân chủ hơn trong chính phủ Sachsen.
Năm 1849, nhiều người dân Sachsen di cư sang Hoa Kỳ, bao gồm cả Michael Machemehl. Họ đổ bộ lên Galveston, Texas vào tạo nên cộng đồng Texas gốc Đức. Vào giữa thế kỉ, một số người sống ở thành thị, nhưng nhiều người lập ra các trang trại ở phía tây Texas.

## Rheinland hay Rheinish Phổ
Rheinland có cùng lịch sử với Rheinish Hessen, Luxembourg và vùng Pfalz là đều bị thuộc quyền kiểm soát của nước Pháp dưới thời Napoleon từ 1795. Quân đội của Napoleon đánh tan quân đội của Thánh chế La Mã. Thời trị vì của ông đã lập ra các phương sách xã hội, hành chính và lập pháp, làm tan rã những quy tắc của các giáo sĩ và quý tộc phong kiến cũ trên vùng đất này Đất đai Rhineland không thuận lợi cho nông nghiệp, nhưng lâm nghiệp truyền thống lại là một thế mạnh của nó. Do thiếu đất nông nghiệp, cuối thế kỉ XVIII sự xóa bỏ cấu trúc phong kiến, và các ngành công nghiệp khai thác gỗ phát triển mạnh góp phần vào sự nghiệp công nghiệp của Rheinland. Với những nguồn mỏ than từ Mark, vào nằm ở của ngõ từ Rhein đến biển Bắc, bờ tây của Rhein thuộc Rheinland trở thành khu vực công nghiệp hàng đầu ở Đức vào thế kỉ XIX. Trước năm 1848, thị trấn Aachen, Köln và Düsseldorf là những vùng công nghiệp nặng, với một số lượng ngành công nghiệp khác nhau. Đầu thế kỉ XIX, hơn 90% dân số vùng này tham gia sản xuất nông nghiệp, nhưng đến 1933, con số này chỉ còn 12%.
Trước 1848, một bộ phận lớn của giai cấp công nhân, giai cấp vô sản, ngày càng phát triển, và do chiến tranh Napoleon, trình độ giáo dục của họ tăng cao và bắt đầu hoạt động chính trị. Trong khi các bang khác ở Đức giai cấp tư sản nhỏ lãnh đạo cuộc cách mạng năm 1848, ở Rheinland giai cấp vô sản đã khẳng định một cách công khai rằng họ đủ sức chống lại giai cấp tư sản vào đầu những năm 1840.
Năm 1848, Phổ kiểm soát Rheinland như một phần của "Tây Phổ," lần đầu tiên giành được khu vực này sau năm 1614. Trong suốt chiến tranh Napoleon, như đã nói ở trên, Rheinland phía tây sông Rhine được sáp nhập vào Pháp và cấu trúc phong kiến bị phá vỡ. Nhưng sau thất bại của Napoleon năm 1814, Phổ chiếm được bờ tây Rheinland. Chính phủ đối đãi với những người Rheinländer như là những người ngoại quốc xa lạ, và bắt đầu phục hồi cấu trúc phong kiến. Phần nhiều sự thúc đẩy đến cách mạng là tinh thần chống Phổ mạnh mẽ. Rheinländer ghi nhận cẩn thận tuyên bố của Vua Friederich Wilhelm IV ngày 18 tháng 3 năm 1848 ở Berlin rằng một Nghị viện liên kết sẽ được lập ra và kèm theo đó là những cải cách dân chủ. Cuộc bầu cử Nghị viện Liên kết được tiến hành gián tiếp. Cuộc bầu cử được tiến hành trên cơ sở quyền bầu cử phổ thông thuộc về nam giới, và họ lựa chọn các thành viên trong Nghị viện Liên kết. Người Rheinland đặt hi vọng về sự tiến bộ này và do đó không tham gia vào những cuộc nổi dậy đầu tiên trên những vùng khác của Đức.
Chính phủ Phổ nhầm lẫn rằng hành động yên lặng này ở Rheinland chứng tỏ lòng trung thành đối với nước Phổ chuyên chế. Chính phủ Phổ bắt đầu cung cấp viện trợ quân sự cho các quốc gia khác trong việc đàn áp các cuộc nổi dậy trong vùng lãnh thổ và các thành phố của họ, tức là: Dresden, vùng Pfalz, Baden, Württemberg, Franken, vv. Chẳng bao lâu người Phổ phát hiện ra rằng họ cần thêm lực lượng cho mục tiêu đó. Cho rằng Rheinland là nơi trung thành, vào mùa xuân năm 1849, chính phổ Phổ kêu gọi triệu tập phần lớn quân đội dự bị Landwehr ở Westphalen và Rheinland. Hành động này bị phản đối: lệnh triệu tập Landwehr ảnh hưởng đến tất cả nam giới dưới 40 tuổi, và việc triệu tập như vậy chỉ được làm trong thời gian chiến tranh, chứ không phải trong thời bình, lúc đó nó bị coi là bất hợp pháp. Nhà vua Phổ giải tán Viện thứ hai của Nghị viện liên kết vì vào ngày 27 tháng 3 năm 1849 nó đã thông qua một bản hiến pháp không được lòng dân. Toàn bộ công dân Rheinland, bao gồm giai cấp tiểu tư sản, đại tư sản, và giai cấp vô sản, nổi lên để bảo vệ những cải cách chính trị mà họ cho rằng đã bị tước đi.
Ngày 9 tháng 5 năm 1849, cuộc nổi dậy nổ ra ở các thị trấn thuộc Rheinish Elberfeld, Düsseldorf, Iserlohn và Solingen. Cuộc nổi dậy ở Düsseldorf bị đàn áp vào ngày hôm sau 10 tháng 5 năm 1849. Ở thị trấn Elberfeld, cuộc nổi dậy chứng tỏ sức mạnh và sự bền bỉ, vì 15,000 công nhân xuống đường và rào chắn được dựng lên; họ phải đối mặt với quân đội Phổ được đưa đến để ngăn chặn tình trạng bất ổn và bắt lính những người Landwehr. Cuối cùng, lực lượng này chỉ bắt được 40 lính nghĩa vụ từ Elberfeld. Một Ủy ban An toàn cộng đồng được thành lập ở thị trấn, để tập hợp các công dân tham gia cuộc nổi dậy. Các thành viên của Ủy ban bao gồm Karl Nickolaus Riotte, một nhà dân chủ và một luật sư ở Elberfeld; Ernst Hermann Höchster, một nhà dân chủ và luật sư nữa, được bầu làm Chủ tịch Ủy ban, và Alexis Heintzmann, một luật sư và nhà Tự do cũng tham gia vào cuộc nổi dậy ở Elberfeld. Các thành viên của chính phủ vùng Pfalz lâm thời bao gồm Nikolaus Schmitt, làm Bộ trưởng Nội vụ, và Theodor Ludwig Greiner. Karl Hecker, Franz Heinrch Zitz và Ludwig Blenker là những nhà lãnh đạo khác trong cuộc nổi dậy ở Elberfeld.
Các thành viên của Ủy ban An toàn cộng đồng không có sự nhất trí về một kế hoạch chung, và kiểm soát các nhóm khác nhau cùng tham gia vào cuộc nổi dậy. Tầng lớp lao động quyết tâm theo đuổi những mục tiêu riêng của họ. Lực lượng quân-dân (bán quân sự) ủng hộ cuộc nổi dậy. Các nhà lãnh đạo của những lực lượng này bao gồm August Willich và Feliks Trociński cùng Thuyền trưởng Christian Zinn. Từ 17 đến 18 tháng 5 năm 1849, một nhóm công nhân và người dân từ Trier và các thị trấn lân cận xông vào kho vũ khí tại Prüm để thu thập vũ khí cho quân nổi loạn. Công nhân Solingen xông vào kho súng ở Gräfrath, thu lấy vũ khí cung cấp cho quân nổi dậy. (Như đã nói ở phần trên, "vùng Pfalz") Friedrich Engels tham gia tích cực vào cuộc nổi dậy ở Elberfeld từ 11 tháng 5 năm 1849 cho đến lúc kết thúc cuộc nổi dậy. Ngày 10 tháng 5 năm 1849, ông ở tại Solingen. Ông lấy hai khẩu súng từ kho súng ở Gräfrath và mang chúng đến Elberfeld.
Giai cấp đại tư sản bị hoảng hốt trước tình trạng công nhân xuống đường tràn ngập. Họ bắt đầu tách mình ra khỏi phong trào cải cách và Ủy ban An toàn Cộng đồng, mô tả những nhà lãnh đạo như những kẻ khủng bố khát máu. Các lãnh đạo của Ủy ban, thành phần chủ yếu là tiểu tư sản, cũng bắt đầu dao động. Thay vì làm việc để tổ chức và chỉ đạo các phe phái khác nhau của cuộc biểu tình, họ bắt đầu phá các phong trào cách mạng, đặc biệt là phá hoại tài sản. Ủy ban An toàn Công cộng đã cố gắng để trấn áp phong trào cải cách và dập tắt các cuộc biểu tình.

## Bayern
Ở Bayern, Vua Ludwig I mất lòng người vì quan hệ cởi mở của ông ta với tình nhân Lola Montez, một vũ công và đào hát, người không được chấp nhận bởi cả giai cấp quý tộc lẫn Giáo hội. Bà ta cố gắng khởi động những cải cách tự do thông qua Thủ tướng Tin Lành, người đã xúc phạm vào nhà nước Công giáo Bảo thủ. Ngày 9 tháng 2, phe bảo thủ tràn ra đường để phản đối. Ngày 9 tháng 2 năm 1848 là ngày đầu tiên của năm cách mạng. Đây là một ngoại lệ trong làn sóng phản đối. Những người Bảo thủ chỉ muốn tống khứ Lola Montez, và không có đòi hỏi chính trị khác. Những sinh viên tự do lợi dụng vấn đề của Lola Montez để nhấn mạnh nhu cầu cải cách chính trị của họ. Khắp xứ Bayern, sinh viên bắt đầu biểu tình đòi cải cách hiến pháp, cũng như sinh viên ở các thành phố khác.
Ludwig I cố gắng thực hiện một vài cải cách nhỏ nhưng đều chứng tỏ là không đủ để dập tắt ngọn lửa biểu tình. Ngày 16 tháng 3 năm 1848, Ludwig I nhường ngôi cho con trai lớn Maximilian II. Ludwig I phàn nàn rằng: "Trẫm không thể trị vì lâu hơn, và trẫm không muốn từ bỏ quyền lực. Để không phải trở thành một nô lệ, trẫm trở thành một lãnh chúa." Ludwig I là nhà lãnh đạo duy nhất của Đức thoái vị trong cách mạng 1848. Mặc dù một vài cải cách được lòng dân được đưa ra, chính phủ đã hoàn toàn lấy lại quyền kiểm soát.

## Đại Ba Lan
Trong khi Đại Ba Lan không phải một bang của Đức, lãnh thổ tướng ứng với Đại công quốc Posen nằm dưới sự thống trị của Phổ từ Phân vùng Ba Lan lần thứ nhất và Phân vùng Ba Lan lần thứ hai cuối thể kỉ XVIII. Cuộc nổi dậy Đại Ba Lan năm 1848, còn được gọi là Poznań (tiếng Đức: Posen) Cuộc nổi dậy này, dưới sự chỉ huy của Ludwik Mierosławski chống lại lực lượng Phổ. Nó bắt đầu ngày 20 tháng 3 năm 1848 và kết quả là Phổ sáp nhập vùng Đại Ba Lan thành Tỉnh Posen.

## Quốc hội Frankfurt

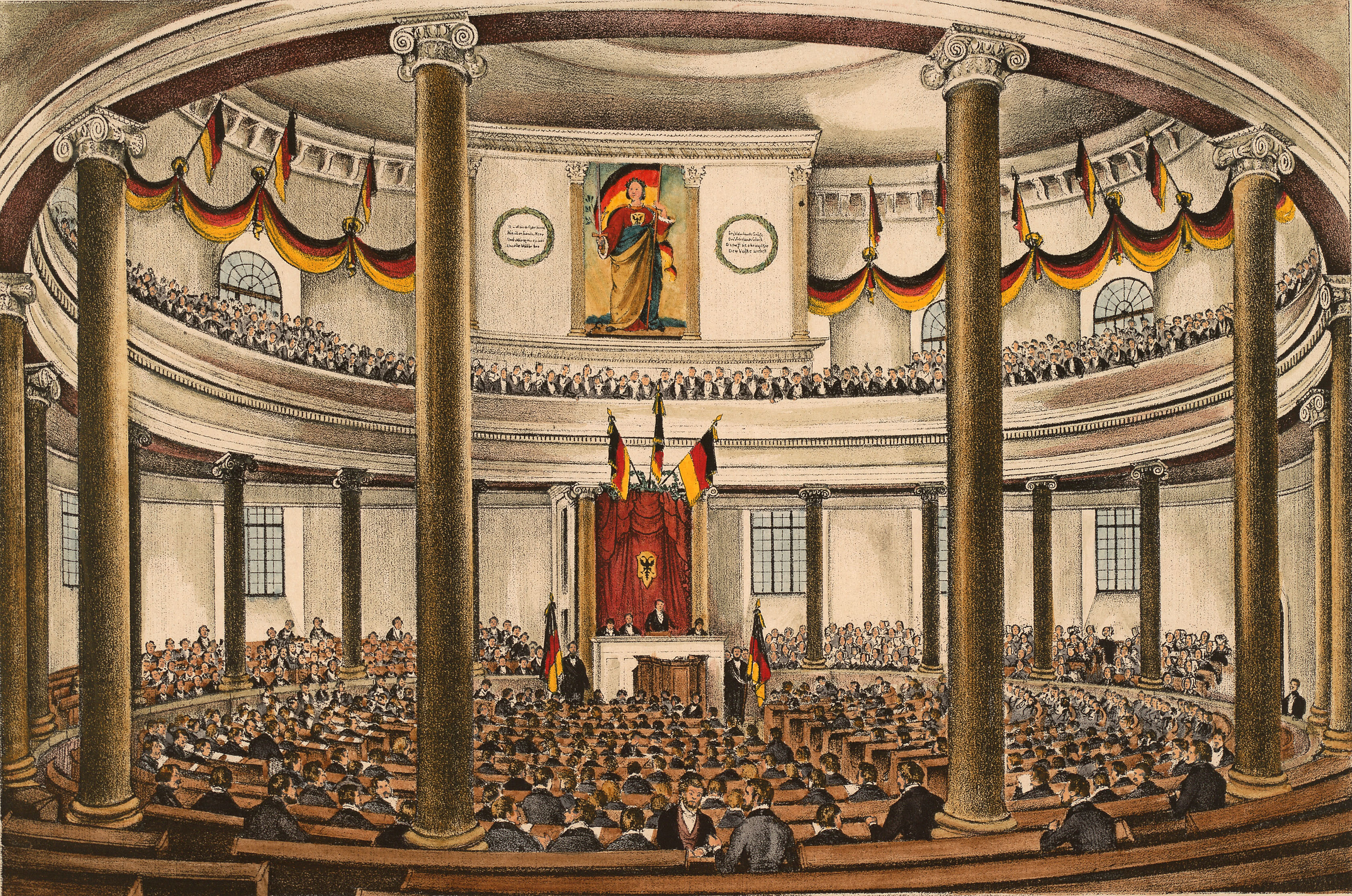
National assembly's meeting in St. Paul's Church

Tại Heidelberg, thuộc bang Baden (Tây Nam nước Đức), ngày 6 tháng 3 năm 1848, một nhóm các nhà Tự do người Đức bắt đầu lập kế hoạch cho một cuộc bầu cử Quốc hội toàn Đức. Quốc hội họp lần đầu tiên ngày 31 tháng 1, ở Nhà thờ St.Paul, Frankfurt. Các thành viên đề nghị kêu gọi một cuộc bầu cử tự do để thành lập một Quốc hội toàn Đức - và các bang ở Đức đã tán đồng.
Cuối cùng, ngày 18 tháng 5 năm 1848 Quốc hội mở phiên họp tại nhà thờ St.Paul. Trong 586 đại biểu được bầu vào quốc hội, có rất nhiều giáo sư (94 người), giáo viên (30 người) hoặc có trình độ đại học trở lên (233 người) do đó nó được gọi là "Quốc hội Giáo sư" ("Professorenparlament").
Không có nhiều chính khách thực dụng. Khoảng 400 đại biểu được phân biệt thành các phe phái chính trị - đặt theo nơi họ hội họp:
- Café Milani - Hữu/Bảo thủ (40)
- Casino - Trung hữu/Tự do - Bảo thủ (120)
- Landsberg - Trung/Tự do (40)
- Württemberger Hof - Trung tả (100)
- Deutscher Hof - Tả/Dân chủ Tự do (60)
- Donnersberg - Cực tả/Dân chủ (40)

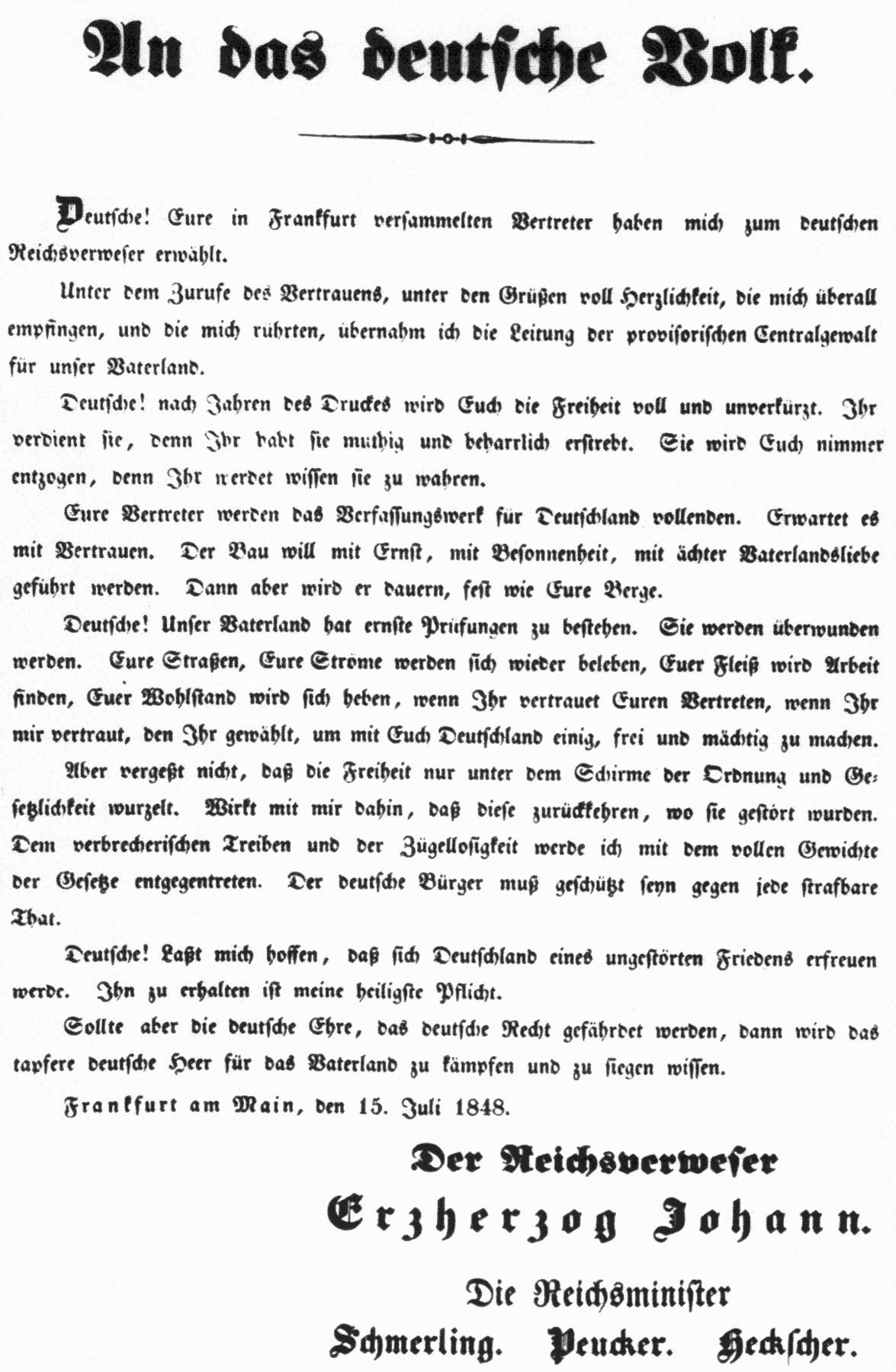
Đại Công tước Johann đọc tuyên thệ nhận chức Người Quản trị Vương quốc

Dưới sự chủ trì của chính khách tự do Heinrich von Gagern, hội nghị bắt đầu lập kế hoạch đầy tham vọng về việc xây dựng một bản hiến pháp hiện đại làm nền tảng cho nước Đức thống nhất.
Ngay từ đầu những vấn đề chính là chủ nghĩa vùng miền, ủng hộ chủ nghĩa vùng miền hay chủ trương toàn Đức, và các cuộc xung đột Áo-Phổ. Đại Công tước Johann của Áo được chọn làm người đứng đầu tạm thời của quốc gia ("Reichsverweser" tức là đại diện của hoàng gia). Đây là một nỗ lực để tạo một quyền hành pháp tạm thời, nhưng nó đã không thể đi quá xa từ nhiều bang không hoàn toàn công nhận chính phủ mới. Quốc hội mất uy tín trong con mắt của quần chúng Đức khi Phổ thực hiện ý đồ chính trị của mình ở vấn đề Schleswig-Holstein mà không thông qua Quốc hội. Sự mất uy tín cũng xuất hiện khi Áo đàn áp cuộc nổi dậy của quần chúng ở Vienna bằng quân đội.
Tuy nhiên, các cuộc thảo luận về hiến pháp tương lai đã bắt đầu. Những câu hỏi chính cần giải quyết như sau:
- Nước Đức thống nhất có nên bao gồm vùng nói tiếng Đức của Áo và do đó sẽ tách ra những vùng lãnh thổ khác của Đế chế Habsburg ("giải pháp Đức lớn", Großdeutschland), hay loại trừ toàn bộ Áo, với quyền lãnh đạo rơi vào tay Phổ ("giải pháp Đức nhỏ", Kleindeutschland)? Cuối cùng, vấn đề được giải quyết khi Thủ tướng Áo giới thiệu một bản hiến pháp tập trung cho Đế quốc Áo, do đó các đại biểu từ bỏ hi vọng về một giải pháp "Đại Đức".
- Đức nên trở thành một nước quân chủ truyền ngôi, quân chủ tuyển cử, hay là một nước Cộng hòa?
- Nó phải là một liên minh của các quốc gia tương đối độc lập hay có một chính phủ trung ương vững mạnh?

Không lâu sau nhiều sự kiện ảnh hưởng đến cuộc tranh luận; đại biểu Robert Blum được gửi đến Vienna bởi các đồng nghiệp chính trị cánh tả của ông đã tìm hiểu xem chính phủ Áo đã làm thế nào để đáp trả phong trào Tự do bằng vũ lực quân đội. Robert Blum tham gia chiến đấu trên đường phố, bị bắt và xử tử ngày 9 tháng 11, dù cho thân phận của ông là thành viên của Quốc hội. Mặc dù những thành tựu của cách mạng tháng Ba lần lượt bị thủ tiêu ở nhiều bang của Đức, cuộc thảo luận ở Frankfurt tiếp tục, nhưng ngày càng mất liên hệ với xã hội.
Tháng 12 năm 1848, "Những quyền cơ bản của người dân Đức" công bố quyền bình đẳng của mọi công dân trước pháp luật. Ngày 28 tháng 3 năm 1849, dự thảo của hiến pháp 
[Paulskirchenverfassung] được thông qua. Nước Đức mới sẽ theo chế độ quân chủ lập hiến, và người đứng đầu nhà nước mang chức danh "Hoàng đế của Đức" được truyền theo chế độ phụ truyền tử kế của những vị vua tương ứng của nước Phổ. Đề nghị sau đó được thực hiện với 290 phiếu thuận, 248 phiếu trắng. Bản Hiến pháp được công nhận tại 29 bang nhỏ nhưng không được công nhận ở Áo, Phổ, Bayern, Hannover và Sachsen.

## Phản ứng dữ dội của Phổ
Cuối 1848, các nhà quý tộc Phổ bao gồm Otto von Bismarck và các tướng đã lấy lại được quyền hành ở Berlin. Họ không bị đánh bại hoàn toàn trong sự kiện tháng Ba, nhưng đã tạm thời rút lui. Tướng von Wrangel để cho quân đội đã chiếm được Berlin những quyền lực cũ, và nhà vua Friedrich Wilhelm IV của Phổ ngay lập tức trở về với lực lượng thủ cựu. Tháng 11, nhà vua giải tán Nghị viện mới và ban hành hiến pháp theo chế độ lưỡng viện. Bản Hiến pháp này có nội dung làm mở rộng quyền hạn của nhà vua, địa chủ, quý tộc và quân đội. Trong lưỡng viện, thì Hạ viện do bầu cử phổ thông đầu phiếu, nhưng phải qua hệ thống ba tầng biểu quyết ("Dreiklassenwahlrecht"): và thành phần phải cân xứng với số tiền thuế đóng góp, do đó hơn 80% cử tri chỉ nắm được 1/3 số ghế.
Ngày 2 tháng 4 năm 1849, một phái đoàn của Quốc hội yết kiến nhà vua Phổ ở Berlin và đề nghị ông lên ngôi hoàng đế dưới Hiến pháp mới này. Friedrich Wilhelm IV nói với phái đoàn này rằng ông cảm thấy vinh dự nhưng chỉ có thể nhận vương miện với sự đồng ý của các khanh tướng, các quốc vương khác và các thành phố tự do. Nhưng sau đó, trong một bức thư gửi cho người bà con ở Anh, ông đã viết rằng ông cảm thấy bị xúc phạm sâu sắc khi được trao một vương miện "từ nơi cống rãnh", "bị ô nhục bởi mùi hôi thúi của cách mạng, đầy bùn và bụi bẩn."
Áo và Phổ rút lại các đại biểu của họ ở Quốc hội, bây giờ chỉ còn hơn một câu lạc bộ thảo luận một chút ít mà thôi. Các thành viên cấp tiến buộc phải đi đến Stuttgart, họ họp ở đó từ 6 đến 18 tháng 6 như một Nghị viện nhỏ cho đến khi nó bị giải tán bởi quân đội Württemberg. Quân nổi dậy ủng hộ hiến pháp, đặc biệt là ở Sachsen, vùng Pfalz và Baden tồn tại không lâu vì chính phủ địa phương với sự hỗ trợ của Phổ đã nghiền nát chúng một cách nhanh chóng. Các nhà lãnh đạo và những người tham gia nếu bị bắt thì đều bị xử tử hoặc bị giam cầm dài hạn.
Những thành tựu của Cách mạng tháng 3 năm 1848 đã bị thủ tiêu hoàn toàn ở tất cả các bang Đức và trước năm 1851, các quyền cơ bản cũng bị bãi bỏ ở hầu hết mọi nơi. Cuối cùng, các cuộc cách mạng thất bại vì sự chia rẽ giữa các phe phái khác nhau ở Frankfurt, sự thận trọng tính toán của chủ nghĩa tự do, sự thất bại của cánh tả trong việc chiếm sự ủng hộ của quần chúng và tính ưu việt vượt trội của các lực lượng quân chủ.
Nhiều nhà yêu nước ở Đức cảm thấy bất mãn và trốn sang Hoa Kỳ, trong đó đáng chú ý nhất là Carl Schurz, Franz Sigel và Friedrich Hecker. Những người di cư như vậy được gọi là Forty-Eighters ở Hoa Kỳ.

## Thất bại của Cách mạng
Cách mạng 1848 thất bại trong nỗ lực thành lập một quốc gia nói tiếng Đức vì Quốc hội Frankfurt phản ánh nhiều đòi hỏi quyền lợi khác nhau của tầng lớp trung lưu và thượng lưu của Đức. Các thành viên không thể hình thành được liên minh và thúc đẩy cho các mục tiêu cụ thể. Cuộc xung đột đầu tiên nổ ra quanh mục tiêu của Quốc hội. Các nhà Tự do muốn soạn thảo một Hiến phái trình lên các quốc vương, trong khi một nhóm nhỏ cấp tiến muốn Quốc hội tự tuyên bố mình là Quốc hội lập hiến. Họ không thể vượt qua sự chia rẽ cơ bản này, và không có một hành động dứt khoát nào về việc thống nhất hay giới thiệu những luật dân chủ. Quốc hội suy sụp vì các cuộc tranh luận. Trong khi cuộc cách mạng Pháp diễn ra trên một quốc gia dân tộc, các lực lượng dân chủ và tự do ở Đức năm 1848 phải đối mặt với nhiệm vụ xây dựng một Quốc gia thống nhất và một bản Hiến pháp cùng một lúc.
Khi Nghị viện Frankfurt khai mạc này 18 tháng 5 năm 1848, các đại biểu đã bầu Heinrich von Gagern làm Chủ tịch thứ nhất của Quốc hội. Ông ta có sự ủng hộ mạnh mẽ từ các thành viên Trung-Hữu và một vài người cánh tả có tư tưởng ôn hòa, có thể nhà vậy mà ông ta kiểm soát được tới khoảng 250 đại biểu trong Quốc hội Frankfurt. Gagern ủng hộ mạnh mẽ công cuộc thống nhất nước Đức. Tuy nhiên ông nhấn mạnh rằng Quốc hội cần phải có được sự tán thành của các quốc vương, những người bị coi là cực kì phản động. Thêm vào đó, chỉ mỗi Vương quốc Phổ là có đủ lực lượng quân sự cần thiết cho công cuộc thống nhất. Nhiều người trong Quốc hội bao gồm cả Gagern không tin tưởng vào những ý định của nước Phổ và chính phủ chuyên chế ở đó. Sợ mất danh tiếng người bầy tôi trung thành của quốc vương, những người tự do mang tư tưởng ôn hòa nhanh chóng kết luận rằng chỉ có các cuộc đàm phán sẽ dẫn đến tiến bộ chính trị. Quân đội Phổ bỏ qua đề nghị cải cách và đuổi phần lớn các đại biểu của Quốc hội ra khỏi Frankfurt vào năm 1849.
Quốc hội Frankfurt không có quyền hạn đánh thuế và phải dựa dẫm hoàn toàn vào thiện chí của các quốc vương. Vì rất nhiều các thành viên giữ chức vụ có ảnh hưởng ở các tỉnh, họ miễn cưỡng kêu gọi cải cách triệt để hoặc làm trái ý ông chủ của họ, cho nên họ không thể huy động vốn cho các lực lượng vũ trang và cũng không thực thi pháp luật họ đã ban hành. Hàng trăm người quá khích tin rằng một cuộc nổi dậy vũ trang là cần thiết, không còn quan tâm và bỏ rơi hội đồng để cố gắng nâng cao các lực lượng ở cấp địa phương hầu mang lại một cuộc cách mạng "thực sự". Nếu không có một bộ máy hành chính, họ không thể thu nhập tiền.
Các thành viên Quốc hội muốn thúc đẩy những cải cách, nhưng sự chia rẽ lớn trong nội bộ của họ đã trở nên rõ ràng và ức chế sự tiến triển đó; ví dụ, giữa những người ủng hộ Grossdeutschland và Kleindeutschland, Công giáo và Kháng Cách, ủng hộ Áo hay là Phổ. Trong khi đó, các nhà lãnh đạo các thành bang của Đức dần dần nhận ra rằng địa vị của họ không còn bị đe dọa. Nhà vua Bavaria đã phải thoái vị, nhưng đó chỉ là một phần từ những áp lực từ bên dưới. Khi mối đe dọa từ cuộc nổi dậy dần lắng xuống, các quốc vương nhận ra rằng sự thống nhất là chưa thể diễn ra. Họ không muốn phải từ bỏ bất kì quyền lực nào. Khi các vương hầu dập tắt được cuộc nổi loạn trong lãnh thổ của họ, họ làm theo gương của Phổ, triệu tập các đại biểu được bầu vào Hội đồng trở về. Chỉ có Phổ, với lực lượng quân sự áp đảo, mới có thể bảo vệ Quốc hội Frankfurt khỏi cuộc tấn công của các vương hầu. Nhưng người Phổ cũng có những dự tính riêng của họ.
Quốc hội Frankfurt đã đồng ý xây dựng Reichsflotte, Hải quân Đức, ngày 14 tháng 6 năm 1848, thứ mang ý nghĩa trọng đại cho sức mạnh và ảnh hưởng của Đức trong tương lai.
Sự bất lực của Quốc hội Frankfurt, tuy nhiên, đã được phản ánh trong cuộc tranh luận về xung đột tại Đan Mạch năm 1848. Giống như nhiều sự kiện trong năm 1848, cuộc xung đột ở Đan Mạch được châm ngòi từ một cuộc biểu tình đường phố. Ngày 21 tháng 3 năm 1848, người dân thủ đô Copenhagen đổ ra đường và yêu cầu một bản hiến pháp tự do. Phần lớn các tỉnh vùng Holstein thuộc Đan Mạch và vùng phía nam của Schleswig nói tiếng Đức. Công dân ở Kiel và Holstein không rõ lắm về những gì xảy ra ở Copenhagen. Họ nổi dậy để thành lập một tỉnh riêng và tự trị với quan hệ gần gũi với các thành bang ở Đức. Ngày 24 tháng 3 năm 1848 họ thành lập một chính phủ tự trị tạm thời ở Holstein và phát triển quân đội Schleswig-Holstein với 7000 binh sĩ. Ý kiến thống nhất ở các bang Đức ủng hộ sáp nhập các tỉnh Schleswig và Holstein.
Phổ gửi quân đến ủng hộ phong trào độc lập, và phớt lờ Quốc hội Frankfurt khi Anh và Nga gây áp lực quốc tế nhằm chấm dứt chiến tranh. Người Phổ ký hiệp định hòa bình ở Malmö, yêu cầu họ rút tất cả các lực lượng tại hai công quốc và đồng ý tất cả yêu cầu khác của phía Đan Mạch. Hiệp ước Malmo đã được chào đón với sự kinh ngạc lớn ở Đức, và các tranh luận tại Quốc hội, nhưng nó đã bất lực để kiểm soát nước Phổ. Ngày 16 tháng 9 năm 1848, Quốc hội Frankfurt chấp thuận của Hiệp ước Malmo theo biểu quyết đa số phiếu. Sự ủng hộ của công chúng dành cho Quốc hội suy giảm sau cuộc bỏ phiếu đó, và đảng Cộng hòa Cấp tiến công khai tuyên bố phản đối Quốc hội.
Sau nhiều hướng giải quyết, Quốc hội Frankfurt gặp một vấn đề lớn cho hiến pháp Đức. Tháng 10 năm 1848, nhà vua Friedrich Wilhelm IV của Phổ đơn phương ban hành hiến pháp quân chủ. Theo Hiến pháp quân chủ mới này, một hội nghị Phổ được thành lập. Quốc hội bao gồm cơ quan lập pháp lưỡng viện, gồm Herrenhaus (Thượng viện) các thành viên được chọn từ chính quyền địa phương, và Landtag (Nghị viện Quốc gia), các thành viên được bầu theo phổ thông đầu phiếu nam nhưng chỉ có hiệu lực sau một hệ thống bầu cử phức tạp rắc rối. Otto von Bismarck được bầu làm Chủ tịch đầu tiên của Hạ viện. Hạ viện được thành lập để cắt xén thẩm quyền của Quốc hội Frankfurt. Trong một nỗ lực lấy lại một số quyền lực, Nghị viện Frankfurt đề nghị vua Friedrich Wilhelm lên ngôi hoàng đế Đức. Ông đã từ chối và nói rằng ông sẽ đồng ý một vương miện chỉ bằng ân sủng của Chúa, chứ không phải "từ cống rãnh".
Quốc hội Frankfurt được thành lập sau sự kiện cách mạng ở Vienna, Áo, kết quả từ sự thất bại của Hoàng thân Metternich. Hỗ trợ lớn nhất dành cho nó đến từ các tỉnh phía Bam, những nơi có truyền thống chống đối các bạo chúa địa phương. Sau khi Áo nghiền nát cuộc nổi dậy ở Ý 1848-1849, nhà Hasburgs sẵn sàng đối phó với các thành bang ở Đức. Không thể tập hợp được một đội quân và thiếu sự hỗ trợ trên diện rộng, Hội nghị không thể cưỡng lại sức mạnh của Áo. Quốc hội Frankfurt đã giải tán ngày 31 tháng 5 năm 1849.

## Trong văn hóa đại chúng
- Phần hai của bộ phim Max Ophüls' năm 1955, Lola Montès, mô tả mối tình của vũ nữ nổi tiếng này với nhà vua Bavaria Ludwig I, và sự thất bại của ông ta trong cuộc nổi dậy 1848.

### Trích dẫn
1. 1 2  S. Z. Leviova, "Foreword", to The Revolution of 1848: Articles from the Neue Rheinische Zeitung by Karl Marx and Friedrich Engels (International Publishers: New York, 1972) tr. 7.
2. 1 2 3  Marshall Dill, Germany: A Modern History (University of Michigan Press: Ann Arbor, 1970), tr. 104-105.
3. ↑  Priscilla Robertson, Revolutions of 1848: A Social History (1952), tr 188-205
4. 1 2 3 4  Dill (1970), Germany, tr. 106.
5. ↑  Robertson, Revolutions of 1848: A Social History (1952), tr 206-36
6. 1 2  Marx và Engels, Note 264, Collected Works, Vol. 7, p. 637.
7. ↑  Marx and Engels (1977), Collected Works, Vol. 7, Note 298, tr. 642-643.
8. ↑  "Revolution in Vienna," Collected Works, Vol. 7, tr. 457.
9. ↑  Collected Works, Vol.7, Note 298, tr. 643.
10. ↑  Alan Sked, The Survival of the Habsburg Empire: Radetzky, the Imperial Army and the Class War, 1848 (1979)
11. 1 2 3 4  James K. Pollock & Homer Thomas, Germany in Power and Eclipse (D. van Nostrand: New York, 1952) tr. 612.
12. 1 2  Marshall Dill, Jr., Germany: A Modern History (University of Michigan Press: Ann Arbor, 1970) tr. 105.
13. 1 2  Karl Marx & Frederick Engels, Collected Works: Volume 7 note 12, tr. 606.
14. 1 2 3 4 5  Marx & Engels, Collected Works: Vol. 7 chú thích 167, tr. 625.
15. 1 2 3 4  Karl Marx & Frederick Engels, Collected Works: Volume 7 chú thích 10, tr. 606.
16. ↑  Marx and Engels, Collected Works: Vol. 7 tr. 668.
17. ↑  Note 342, Collected Works of Karl Marx and Frederick Engels: Volume 9, tr. 580.
18. ↑  "Campaign for the German Imperial Constitution," trong Collected Works of Karl Marx and Frederick Engels: Volume 10, tr. 175.
19. ↑  "Campaign for the German Constitution," tr. 172.
20. 1 2  "Campaign for the German Imperial Constitution," tr. 189.
21. ↑  James Pollack và Homer Thomas, Germany In Power and Eclipse, tr. 581.
22. ↑  "Campaign for the German Imperial Constitution," tr. 172
23. ↑  "Campaign for the German Imperial Constitution," tr. 193.
24. ↑  Biographical note in the Collected Works, Vol. 10, tr. 195.
25. 1 2  Biographical note, Collected Works, Vol. 10, trp. 719.
26. 1 2  Tiểu sử chú thích, Collected Works, Vol. 10, tr. 729.
27. ↑  "Campaign for the German Imperial Constitution," tr. 195.
28. ↑  "Campaign for the German Imperial Constitution," tr. 195-196.
29. ↑  Biographical note, Collected Works, Vol. 10, tr. 710.
30. 1 2  "Campaign for the German Imperial Constitution," tr. 174.
31. ↑  Tiểu sử chú thích, Collected Works, Vol. 10, tr. 714.
32. 1 2 3  "Campaign for the German Imperial Constitution," tr. 184.
33. 1 2  "Campaign for the German Imperial Constitution," tr. 180.
34. ↑  "Campaign for the German Imperial Constitution," tr. 176 và 728.
35. ↑  Biographical note, Collected Works, Vol. 10, tr. 713 và 735.
36. ↑  Biographical note, Collected Works, Vol. 10, tr. 728.
37. ↑  P. N. Fedoseyev et al., Karl Marx: A Biography (Progress Publishers: Moscow, 1973) tr. 166.
38. ↑  "Campaign for the German Imperial Constitution," tr. 186.
39. ↑  Biographical note, Collected Works, Vol. 10, tr. 718.
40. ↑  Collected Works, Vol. 10, Note 164, tr. 666.
41. ↑  "Campaign for the German Imperial Constitution," tr. 186.
42. 1 2  Marx and Engels, Collected Works: Vol.9 tr. 447.
43. ↑  Collected Works, Vol. 7, pp. 612-613.
44. 1 2  Collected Works, Vol. 38, Lá thư từ Engels gửi đến Jenny Marx (25 tháng 7 năm 1849), tr. 202-204.
45. ↑  Collected Works: Vol. 38, tr. 673.
46. ↑  Heinrich Gemkow et al., Frederick Engels: A Biography (Verlag Zeit im Bild: Dresden, 1972) tr. 205-207.
47. ↑  Marx and Engels, "Letter from Engels to Jakob Lukas Schabelitz" (ngày 24 tháng 8 năm 1849), Collected Works: Vol. 38, tr. 214 đến 216.
48. ↑  Collected Works: Vol. 10, tr. 147 đến 239.
49. ↑  Collected Works, Vol. 7, tr. 613.
50. ↑  Collected Works, Vol. 7, tr. 16.
51. 1 2  Collected Works, Vol. 7, Note 9, tr. 605.
52. ↑  Collected Works, Vol. 7, chú thích 10, tr. 606.
53. ↑  Karl Marx & Frederick Engels, Collected Works: Volume 7, Chú thích 135, tr. 554.
54. 1 2  "Campaign for the German Imperial Constitution," tr. 154.
55. 1 2  Collected Works, quyển. 10, chú thích 139, tr. 662 đến 663.
56. ↑  Pollock & Thomas, Germany in Power and Eclipse, tr. 510.
57. 1 2  "Campaign for the German Imperial Constitution," tr. 155.
58. ↑  James K. Pollack & Homer Thomas, Germany in Power and Eclipse (D.Van Nostrand Co.: New York, 1952) tr. 414-415.
59. ↑  Pollock and Thomas, Germany In Power and Eclipse, tr. 414.
60. 1 2 3  "Campaign for the German Imperial Constitution", tr. 157.
61. ↑  http://www.germanheritage.com/essays/1848/the_revolutions_of_1848.html Lưu trữ ngày 26 tháng 5 năm 2019 tại Wayback Machine is a good website to learn on.
62. ↑  Pollack and Thomas, Germany In Power and Eclipse, tr. 410.
63. ↑  "Campaign for the German Imperial Constitution," tr. 156.
64. ↑  Marshall Dill, Jr., Germany: A Modern History, tr. 106.
65. ↑  "Campaign for the German Imperial Constitution," tr. 157.
66. ↑  "Campaign for the German Imperial Constitution," tr. 158.
67. ↑  "Campaign for the German Imperial Constitution," tr. 162,
68. ↑  "Campaign for the German Imperial Constitution," tr. 160.
69. ↑  Biographical notes, Marx and Engels, Collected Works, Vol. 10, tr 722, 723 và 732.
70. ↑  Biographical notes, Marx and Engels, Collected Works, Vol. 10, tr. 713, 722 & 739.
71. ↑  Chú thích 149 trong Collected Works, Vol. 10, tr. 664.
72. 1 2  "Campaign for the German Imperial Constitution," tr. 164.
73. 1 2 3  Marshall Dill, Jr., Germany: A Modern History tr. 105.
74. ↑  Robinson, Revolutions of 1848 (1952) tr 180-81
75. ↑  "Emigrant's Map and Guide for Routes to North America". World Digital Library. Truy cập ngày 13 tháng 2 năm 2013.
76. ↑  Staas, Christian; Volker Ullrich (ngày 24 tháng 8 năm 2010). "Deutschlands sonderbarer Weg". ZEIT Geschichte (bằng tiếng Đức). Số 3/2010. tr. 22–28. Interview with historian August Winkler.
77. ↑  Collected Works, Vol. 7, tr. 440 & 662
78. ↑  Lauring, Palle (1960). A History of the Kingdom of Denmark. Copenhagen: Host & Son. tr. 211.
79. 1 2  Koch, H. W. (1993). A History of Prussia. London: Barnes & Noble. tr. 236.
80. ↑  Collected Works, Vol. 7, Note 271, p. 638.
81. 1 2  Encyclopædia Britannica Vol. 2 (Helen Hemingway Benton Pub.: London, 1977) tr. 1078.
82. 1 2 3  Palmer, tr. 37-38.